# 972

## Události
- 14. duben – sňatek budoucího císaře Oty II. a byzantské princezny Theofano v Římě

## Úmrtí
Česko
- 15. července – Boleslav I. Ukrutný, k tomuto datu se přiklánějí historikové, uváděný je taktéž stejný den roku 967

Svět
- březen – Svjatoslav I. Igorevič, vládce Kyjevské Rusy a kníže novgorodský (* ?)
- 30. dubna – Adalbert II. Ivrejský, italský král v letech 950–961 (* 931)
- 6. září – Jan XIII., papež
- ? – Liutprand z Cremony – biskup z italské Cremony, spisovatel

## Hlavy států
- České knížectví – Boleslav I. Ukrutný » Boleslav II.
- Papež – Jan XIII.
- Svatá říše římská – Ota I. Veliký
- Anglické království – Edgar
- Skotské království – Kenneth II.
- Polské knížectví – Měšek I.
- Východofranská říše – Ota I. Veliký
- Západofranská říše – Lothar I.
- Magdeburské arcibiskupství – Adalbert (968–981)
- Uherské království – Gejza
- Byzanc – Jan I. Tzimiskes